# De Grootste Nederlander
De Grootste Nederlander war eine Abstimmung über die bedeutendsten Niederländer, die 2004 vom niederländischen Fernsehsender KRO nach dem Vorbild 100 Greatest Britons der BBC durchgeführt wurde.
Das Ergebnis:
1. Pim Fortuyn
2. Wilhelm von Oranien
3. Willem Drees
4. Antoni van Leeuwenhoek
5. Desiderius Erasmus
6. Johan Cruyff
7. Michiel de Ruyter
8. Anne Frank
9. Rembrandt van Rijn
10. Vincent van Gogh
11. Aletta Jacobs
12. Christiaan Huygens
13. Annie M. G. Schmidt
14. Königin Juliana
15. Johan Rudolf Thorbecke
16. Majoor Bosshardt
17. Anton Philips
18. Freddy Heineken
19. Hannie Schaft
20. Königin Wilhelmina
21. Baruch de Spinoza
22. Toon Hermans
23. Prinz Claus
24. Johan van Oldenbarnevelt
25. Marco van Basten
26. Piet Pieterszoon Heyn
27. Joop den Uyl
28. Jan Adriaanszoon Leeghwater
29. Fanny Blankers-Koen
30. Kees van Kooten und Wim de Bie
31. Hugo de Groot
32. Johan de Witt
33. Anthony Fokker
34. Multatuli
35. Prinz Bernhard
36. Wim Kok
37. M. C. Escher
38. Marco Borsato
39. Erik Hazelhoff Roelfzema
40. DJ Tiësto
41. Königin Beatrix
42. Titus Brandsma
43. Cornelis Lely
44. Hans Teeuwen
45. Joseph Luns
46. Leontien Zijlaard-van Moorsel
47. Willem Kolff
48. Godfried Bomans
49. Hendrik Lorentz
50. Abel Tasman
51. Joop van den Ende
52. André van Duin
53. Joost van den Vondel
54. Rinus Michels
55. Mies Bouwman
56. Willem Barentsz
57. Ferdinand Domela Nieuwenhuis
58. Ruud Lubbers
59. Jan Tinbergen
60. Wim Sonneveld
61. Joke Smit
62. Frits Bolkestein
63. Jeroen Bosch
64. Johnny Kraaykamp, sr
65. Marga Klompé
66. Jan Vermeer
67. Dick Bruna
68. Albert Plesman
69. Joop Zoetemelk
70. Hella Haasse
71. Thomas à Kempis
72. König-Statthalter Wilhelm III. von Oranien
73. Kenau Simonsdochter Hasselaer
74. Johannes Diderik van der Waals
75. Wubbo Ockels
76. Anna Maria van Schurman
77. Herman Boerhaave
78. Ruud Gullit
79. Monique van de Ven
80. Freek de Jonge
81. Anton Pieck
82. Boudewijn de Groot
83. Willem Frederik Hermans
84. Pieter Jelles Troelstra
85. Albert Heijn
86. Paul de Leeuw
87. Jac. P. Thijsse
88. Jan Wolkers
89. Piet Mondriaan
90. Simon Stevin
91. Willem Groen van Prinsterer
92. Rutger Hauer
93. Harry Mulisch
94. Abraham Kuyper
95. Maarten Tromp
96. Wim Kan
97. Paul Verhoeven
98. Belle van Zuylen
99. Ramses Shaffy
100. Abe Lenstra
101. Gerard Reve
102. Anton de Kom
103. Max Euwe
104. Ko van Dijk
105. Gerrit van der Veen
106. Hendrik Petrus Berlage
107. Heike Kamerlingh Onnes
108. Anton Geesink
109. Bert Haanstra
110. Claudius Civilis
111. Christoph Buys Ballot
112. Jan Pieterszoon Coen
113. Samuel van Houten
114. Ard Schenk
115. Nico Tinbergen
116. König Wilhelm I. (Niederlande)
117. Mary Dresselhuys
118. Simon Carmiggelt
119. John de Mol
120. Gerrit Rietveld
121. Frank Martinus Arion
122. Hans van Mierlo
123. Hadewych
124. Jan Pieterszoon Sweelinck
125. Geert Groote
126. Sonja Barend
127. Joan van der Capellen tot den Pol
128. Jan van Speijk
129. Anton Corbijn
130. Pieter Corneliszoon Hooft
131. Bernard Haitink
132. Willem van Loon
133. Karel Appel
134. Johan Huizinga
135. Suze Groeneweg
136. Graf Florens V. von Holland
137. König Ludwig Bonaparte
138. L.E.J. Brouwer
139. Tobias Asser
140. Rem Koolhaas
141. Jacob Cats
142. Alexandra Radius
143. Éva Besnyő
144. Jan Rutgers
145. Reinier Paping
146. Paul Huf
147. P. J. H. Cuypers
148. Paul Crutzen
149. Samuel Sarphati
150. Frits Fentener van Vlissingen
151. Joris Ivens
152. Pieter Brueghel der Ältere
153. Frans Hals
154. Simon Vestdijk
155. Olivier van Noort
156. Hendrik Colijn
157. Willem Beukelszoon
158. Viktor Horsting und Rolf Snoeren
159. Cornelis Verolme
160. Lucebert
161. Sjoukje Dijkstra
162. Henri Polak
163. Loe de Jong
164. Ed van der Elsken
165. Hans van Manen
166. Theo Thijssen
167. Jan Steen
168. Anton Dreesmann
169. Jaap Eden
170. Willem Marinus Dudok
171. Johnny Jordaan
172. Benno Premsela
173. Louis Davids
174. Marlene Dumas
175. Erwin Olaf
176. Martinus Nijhoff
177. Cristina Deutekom
178. Jacob Olie
179. Willem de Kooning
180. Remco Campert
181. Herman Gorter
182. Faas Wilkes
183. Willem Adolf Visser ’t Hooft
184. Ada Kok
185. Herman Willem Daendels
186. Rudi Carrell
187. Pierre Bokma
188. Louis Andriessen
189. Henk Hofland
190. Jacob van Campen
191. Pieter Willem Adriaan Cort van der Linden
192. Jacob Izaaksoon van Ruisdael
193. Theo van Doesburg
194. Pieter Saenredam
195. Ootje Oxenaar
196. Rineke Dijkstra
197. Hendrik Doeff
198. Fons Rademakers
199. Reinbert de Leeuw
200. Erik de Vries
201. Jan Dibbets
202. Johan van der Keuken